# 热拉尔·布利茨
热拉尔·布利茨（法語：Gérard Blitz，1901年8月1日—1979年3月8日），比利时男子游泳、水球运动员。他曾代表比利时参加1920年、1924年、1928年和1936年夏季奥林匹克运动会，获得二枚银牌和二枚铜牌。